# 阿尔基·泽伊
阿尔基·泽伊（Alki Zei；1923年12月15日—2020年2月27日）是一位希腊小说家和儿童作家。
阿尔基·泽伊生于雅典，曾在雅典大学哲学学院、雅典音乐学院和格拉西莫夫电影学院编剧系就读。希臘內戰期間，希臘民主軍戰敗，阿尔基·泽伊的丈夫逃到塔什干。1954年，阿尔基·泽伊來到塔什干與丈夫團聚。他們在蘇聯一直待到1964年。 1964年，她和家人返回希腊，但在1967年希臘軍政府夺权后，阿尔基·泽伊又离开希臘。希臘軍政府垮台后，阿尔基·泽伊返回希臘。